# کالووتو
کالووتو (به ایتالیایی: Caloveto) یک کومونه در ایتالیا است که در استان کزنتزا واقع شده‌است. کالووتو ۲۴ کیلومتر مربع مساحت و ۱٬۴۳۱ نفر جمعیت دارد.